# New York Melody
Pour les articles homonymes, voir Begin Again.
Pour plus de détails, voir Fiche technique et Distribution.
New York Melody ou Nouveau Refrain (Begin Again) est une comédie dramatique américaine écrite et réalisée par John Carney sortie en 2013.

## Synopsis
Greta et Dave ont quitté l'Angleterre pour emménager à New York. Ils ont tous les deux une grande passion, la musique. Dave a décroché un contrat solo avec une grosse maison de production. Après être parti à Los Angeles pour enregistrer en studio, il annonce à Greta, avec une chanson, qu'il la quitte pour son attachée de presse. Totalement abattue, effondrée et fauchée, elle décide de rentrer en Angleterre. Lors de sa dernière soirée à New York, à l'invitation de Steve son ami et nouveau colocataire, Greta interprète une de ses créations sur scène dans un bar, où Dan Mulligan, un producteur de musique alcoolique, dépressif et sur le déclin l'entend chanter. Il a alors une illumination et son talent le fascine. Il lui propose alors de produire son album dans les rues de New York.

## Fiche technique
- Titre original : Begin Again
- Titre provisoire : Can a Song Save Your Life?
- Titre français : New York Melody
- Titre québécois : Nouveau Refrain
- Réalisation et scénario : John Carney
- Direction artistique : Chad Keith
- Décors : Anne Goelz
- Costumes : Arjun Bhasin
- Photographie : Yaron Orbach
- Montage : Andrew Marcus
- Musique : Gregg Alexander
- Producteur : Judd Apatow, Tobin Armbrust et Anthony Bergman
  - Producteur exécutif : Guy East, Sam Hoffman, Ben Nearn, Tom Rice, Marc Schipper, Nigel Sinclair et Molly Smith
  - Coproducteur : Shira Rockowitz, Lauren Selig et Ian Watermeier
- Sociétés de production : Apatow Productions, Exclusive Media Group, Likely Story et Sycamore Pictures
- Sociétés de distribution :
- Pays d’origine : États-Unis
- Langue originale : anglais
- Format : couleur - 35 mm - 2,35:1 - son Dolby numérique
- Genre : Comédie dramatique, romance et film musical
- Durée : 104 minutes
- Dates de sortie
  -  Canada : 7 septembre 2013 (festival international du film de Toronto)
  -  États-Unis,  Canada : 11 juillet 2014 (sortie nationale)
  -  France : 30 juillet 2014

## Distribution

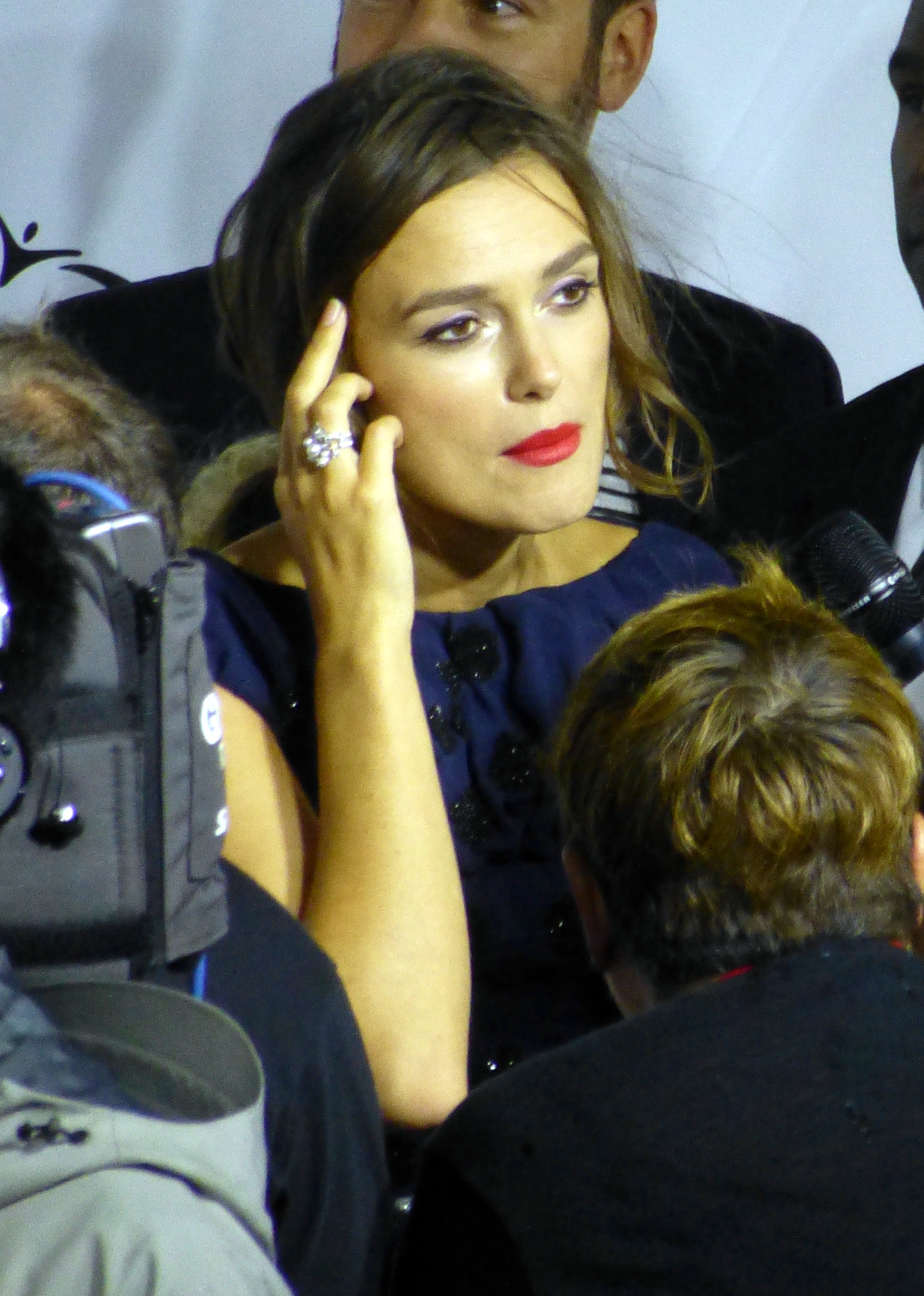
L'actrice principale Keira Knightley en septembre 2014.

- Keira Knightley (VF : Sybille Tureau ; VQ : Catherine Sénart) : Gretta James
- Mark Ruffalo (VF : Rémi Bichet ; VQ : Louis-Philippe Dandenault) : Dan Mulligan
- Adam Levine (VF : Mathias Kozlowski ; VQ : Martin Watier) : Dave Kohl
- Catherine Keener (VF : Isabelle Leprince) : Miriam Hart
- Hailee Steinfeld (VF : Claire Bouanich ; VQ : Célia Gouin-Arsenault) : Violet Mulligan
- James Corden (VF : Christophe Lemoine ; VQ : Tristan Harvey) : Steve
- Cee Lo Green (VF : Asto Montcho ; VQ : François L'Écuyer) : Troublegum
- Mos Def (VF : Jean-Baptiste Anoumon ; VQ : Patrick Chouinard) : Saul
- Mary Catherine Garrison (VF : Marie-Laure Dougnac) : Jill
- Rob Morrow (VF : Éric Aubrahn) : CEO
- Maddie Corman : Phillis
- Aya Cash : Jenny

Sources et légende : Version française (VF) sur AlloDoublage et RS Doublage Version québécoise (VQ) sur Doublage Québec

## Bande originale
| No  | Titre                                                                    | Auteur                                                            | Interprète       | Durée |
| --- | ------------------------------------------------------------------------ | ----------------------------------------------------------------- | ---------------- | ----- |
| 1.  | Lost Stars                                                               | Gregg Alexander, Danielle Brisebois, Nick Lashley, Nick Southwood | Adam Levine      | 4:27  |
| 2.  | Tell Me If You Wanna Go Home                                             | Gregg Alexander, Nick Lashley                                     | Keira Knightley  | 3:39  |
| 3.  | No One Else Like You                                                     | Gregg Alexander, Nick Lashley                                     | Adam Levine      | 3:28  |
| 4.  | Horny                                                                    | Gregg Alexander, Rick Nowels                                      | Cee Lo Green     | 3:38  |
| 5.  | Lost Stars                                                               | Gregg Alexander, Danielle Brisebois, Nick Lashley, Nick Southwood | Keira Knightley  | 4:00  |
| 6.  | A Higher Place                                                           | Gregg Alexander, Rick Nowels                                      | Adam Levine      | 3:12  |
| 7.  | Like a Fool                                                              | John Carney                                                       | Keira Knightley  | 2:27  |
| 8.  | Did It Ever Cross Your Mind (Demo Version)                               | Gregg Alexander                                                   | Cessyl Orchestra | 3:38  |
| 9.  | Women of the World (Go on Strike!)                                       | Gregg Alexander, Cee Lo Green, Rick Nowels                        | Cee Lo Green     | 3:15  |
| 10. | Coming Up Roses                                                          | Glen Hansard, Danielle Brisebois                                  | Keira Knightley  | 3:13  |
| 11. | Into the Trance                                                          | Gregg Alexander                                                   | Cessyl Orchestra | 4:05  |
| 12. | A Step You Can't Take Back                                               | John Carney, Gregg Alexander, Danielle Brisebois                  | Keira Knightley  | 3:25  |
| 13. | Lost Stars (Into the Night Mix)                                          | Gregg Alexander, Danielle Brisebois, Nick Lashley, Nick Southwood | Adam Levine      | 3:38  |
| 14. | The Roof is Broke (Demo Mix)                                             | Gregg Alexander                                                   | Cessyl Orchestra | 3:00  |
| 15. | Tell Me If You Wanna Go Home (Roof Top Mix) (featuring Hailee Steinfeld) | Gregg Alexander, Nick Lashley                                     | Keira Knightley  | 3:27  |
| 16. | Intimidated by You                                                       | Gregg Alexander                                                   | Cessyl Orchestra | 2:28  |

## Box-office
- France : 273 141 entrées[4]

## Distinctions

### Nominations et sélections
- Festival international du film de Toronto 2013 : sélection « Special Presentations »
- Festival international du film de San Francisco 2014
- Festival international du film de Seattle 2014
- Festival du film de Sydney 2014
- Festival du film de Tribeca 2014

- Critics' Choice Movie Awards 2015 : meilleure chanson originale pour Lost Stars interprétée par Keira Knightley
- Oscars du cinéma 2015 : meilleure chanson originale pour Lost Stars de Gregg Alexander et Danielle Brisebois